# Phaenocora agassizi
Phaenocora agassizi är en plattmaskart. Phaenocora agassizi ingår i släktet Phaenocora och familjen Typhloplanidae. Inga underarter finns listade i Catalogue of Life.